# Pseudotaeniolina
Pseudotaeniolina är ett släkte av svampar. Pseudotaeniolina ingår i ordningen Capnodiales, klassen Dothideomycetes, divisionen sporsäcksvampar och riket svampar.
|                  | Antennulariellaceae                           |
|                  |                                               |
|                  | Asterinaceae                                  |
|                  |                                               |
|                  | Capnodiaceae                                  |
|                  |                                               |
|                  | Davidiellaceae                                |
|                  |                                               |
|                  | Euantennariaceae                              |
|                  |                                               |
|                  | Metacapnodiaceae                              |
|                  |                                               |
|                  | Micropeltidaceae                              |
|                  |                                               |
|                  | Mycosphaerellaceae                            |
|                  |                                               |
|                  | Piedraiaceae                                  |
|                  |                                               |
|                  | Schizothyriaceae                              |
|                  |                                               |
|                  | Teratosphaeriaceae                            |
|                  |                                               |
|                  | Scirrhia                                      |
|                  |                                               |
|                  | Baudoinia                                     |
|                  |                                               |
|                  | Friedmanniomyces                              |
|                  |                                               |
|                  | Phaeotheca                                    |
|                  |                                               |
|                  | Hyphospora                                    |
|                  |                                               |
|                  | Micropustulomyces                             |
|                  |                                               |
|                  | Cystocoleus                                   |
|                  |                                               |
|                  | Heptaster                                     |
|                  |                                               |
|                  | Limaciniopsis                                 |
|                  |                                               |
|                  | Capnobotryella                                |
|                  |                                               |
|                  | Capnocheirides                                |
|                  |                                               |
| Pseudotaeniolina | \| \| Pseudotaeniolina convolvuli \| \| \| \| |
|                  | \| \| Pseudotaeniolina convolvuli \| \| \| \| |
|                  | Xenomeris                                     |
|                  |                                               |
|                  | Monographos                                   |
|                  |                                               |
|                  | Comminutispora                                |
|                  |                                               |
|                  | Toxicocladosporium                            |
|                  |                                               |
|                  | Rachicladosporium                             |
|                  |                                               |
|                  | Verrucocladosporium                           |
|                  |                                               |
|                  | Pseudovirgaria                                |
|                  |                                               |
|                  | Recurvomyces                                  |
|                  |                                               |
|                  | Elasticomyces                                 |
|                  |                                               |
|                  | Sporidesmajora                                |
|                  |                                               |
|                  | Hispidoconidioma                              |
|                  |                                               |
|                  | Pseudotaeniolina convolvuli                   |
|                  |                                               |

|  | Pseudotaeniolina convolvuli |
|  |                             |